# هوسوکاوا یوری‌یوکی
هوسوکاوا یوری‌یوکی ((به ژاپنی: 細川 頼之 Hosokawa Yoriyuki); ۱ ژانویهٔ ۱۳۲۹ – ۲۵ مارس ۱۳۹۲) سامورایی اهل ژاپن بود. وی از سال ۱۳۶۷ تا ۱۳۷۹، مقام کانری (معاون شوگون) در دوره شوگون‌سالاری آشیکاگا در کیوتو را بر عهده داشت.